# Rhynchomys banahao
Rhynchomys banahao és una espècie de mamífer rosegador de la família dels múrids que viu a l'illa de Luzon (Filipines). L'espècie fou trobada a una altitud d'entre 1.250 i 1.465 metres al mont Banahao (d'on ve el seu nom) a Tayabas (província de Quezon). Aquest animal rar menja insectes i cucs de terra. Coexisteix amb Crocidura grayi, Rattus everetti, Bullimus cf. luzonicus i quatre espècies d'Apomys no identificades.